# Stylocheiron insulare
Stylocheiron insulare is een krillsoort uit de familie van de Euphausiidae. De wetenschappelijke naam van de soort is voor het eerst geldig gepubliceerd in 1910 door Hansen.